# Патан (місто, Гуджарат)
Патан (гудж. પાટણ) — місто в індійському штаті Гуджарат. Є адміністративним центром однойменного округу. У середньовіччі місто було столицею Гуджарату.

## Географія
Лежить на висоті близько 86 метрів над рівнем моря на півночі штату.

### Клімат
Місто знаходиться у зоні, котра характеризується кліматом помірних степів та напівпустель. Найтепліший місяць — травень із середньою температурою 33.4 °C (92.2 °F). Найхолодніший місяць — січень, із середньою температурою 19 °С (66.2 °F).
| Клімат Патана           | Клімат Патана | Клімат Патана | Клімат Патана | Клімат Патана | Клімат Патана | Клімат Патана | Клімат Патана | Клімат Патана | Клімат Патана | Клімат Патана | Клімат Патана | Клімат Патана | Клімат Патана |
| Показник                | Січ.          | Лют.          | Бер.          | Квіт.         | Трав.         | Черв.         | Лип.          | Серп.         | Вер.          | Жовт.         | Лист.         | Груд.         | Рік           |
| Середній максимум, °C   | 27,7          | 30,2          | 35,4          | 39,3          | 41,3          | 38,7          | 34,2          | 32,6          | 34,3          | 36,4          | 32,6          | 28,8          | 34,3          |
| Середня температура, °C | 19            | 21,4          | 26,6          | 30,8          | 33,4          | 32,9          | 30,2          | 28,8          | 29,1          | 28,7          | 24,3          | 20,3          | 27,1          |
| Середній мінімум, °C    | 10,4          | 12,7          | 17,8          | 22,4          | 25,6          | 27,3          | 26,1          | 25            | 23,9          | 21,1          | 16,1          | 11,8          | 20            |
| Норма опадів, мм        | 1.3           | 0.9           | 2.7           | 0.1           | 4.5           | 60.7          | 203.1         | 153.5         | 85.3          | 14.9          | 5.7           | 0.7           | 533.4         |
| ----------------------- | ------------- | ------------- | ------------- | ------------- | ------------- | ------------- | ------------- | ------------- | ------------- | ------------- | ------------- | ------------- | ------------- |
| Джерело: Weatherbase    |               |               |               |               |               |               |               |               |               |               |               |               |               |